# Euphorbia flavicoma
Euphorbia flavicoma är en törelväxtart som beskrevs av Dc.. Euphorbia flavicoma ingår i släktet törlar, och familjen törelväxter.

## Underarter
Arten delas in i följande underarter:
- E. f. costeana
- E. f. flavicoma
- E. f. giselae
- E. f. occidentalis

## Bildgalleri

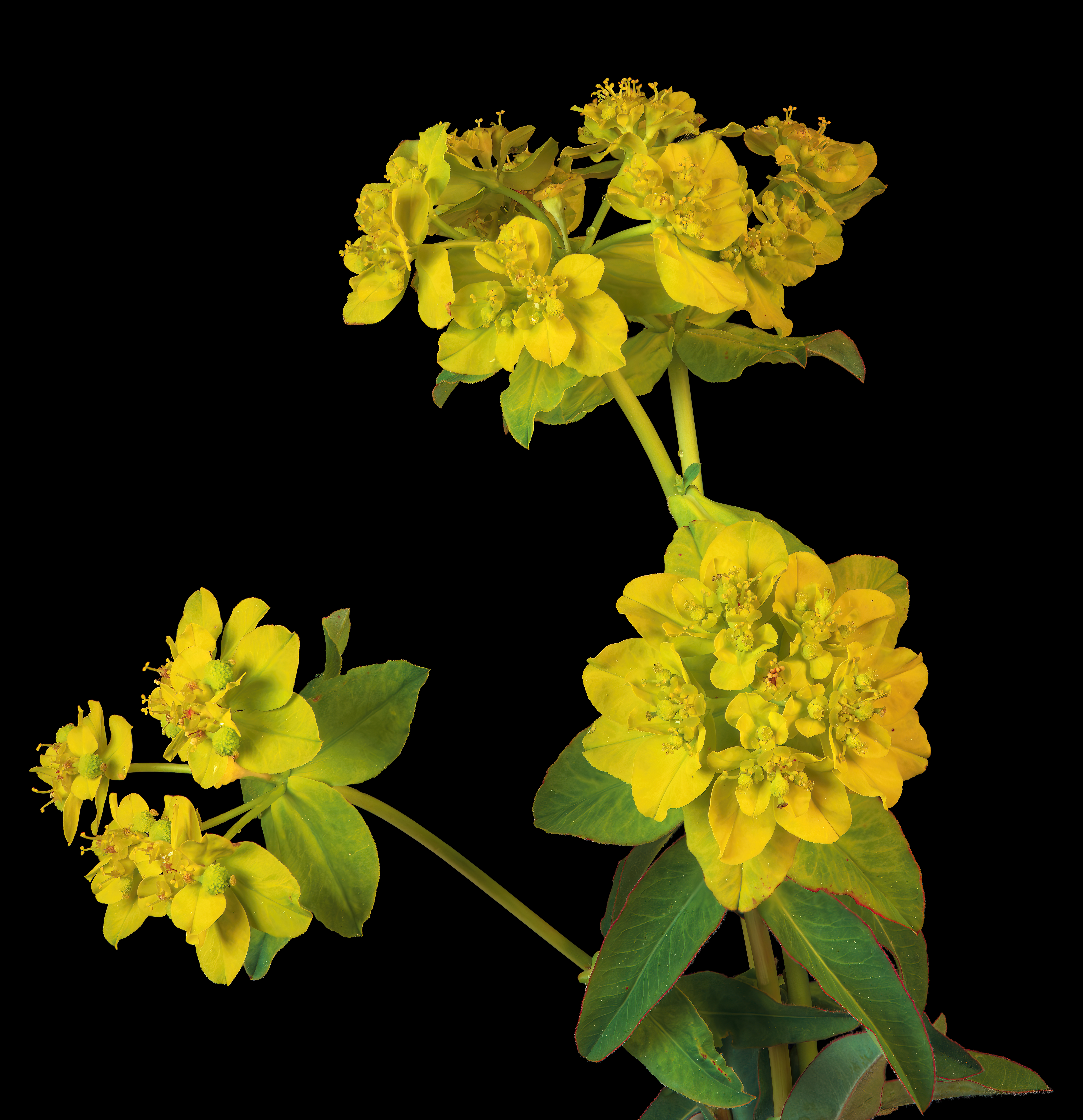